# Јасмина Калић
Јасмина Калић Кумануди (Београд, 1961) српска је уметница која се бави сликањем, цртањем, израдом колажа и тородимензионалних цртежа и објеката у камену, теракоти и дрвету.

## Биографија
Јасмина Калић је дипломирала 1985. на Факултету ликовних уметности у Београду у класи професорке Милице Стевановић. На истом факултету је магистрирала 1988. и докторирала под менторством професорке Анђелке Бојовић.
Калић је илустровала три књиге. Њене слике у објекту коришћене су за играни филм Византијско плаво.
На Факултет ликовних уметности у Београду ради од 1993. као ванредна професорка на предметима Сликање и Цртање.

## Групне изложбе (избор)
- Галерија УНЕСКО, Париз (2000, 2010);
- Грчка (1996);
- Шпанија (1997);
- Палата Европске Уније у Бриселу, Белгија (1992);
- Финска.